# Frozen Bubble
Frozen Bubble est un jeu vidéo de puzzle libre développé par Guillaume Cottenceau. Clone de Puzzle Bobble,,, il fonctionne sur GNU/Linux, Mac OS X et Windows. Des versions Java et Flash donnent la possibilité de jouer directement en ligne. Il existe également différentes versions pour téléphones portables.
Ce jeu développe sa notoriété sur Linux et reçoit quelques récompenses de la communauté.

## Système de jeu
Des bulles de couleur sont fixées à un plafond, sur le haut de l'écran. Lentement, le plafond descend vers le joueur. Celui-ci incarne un manchot, Frozen Pingus, et utilise un canon à bulles,,,, qu'il peut incliner selon l'angle qu'il souhaite donner à son tir. La bulle envoyée va alors se coller sur le plafond ou sur des bulles déjà présentes. Si le joueur arrive à former un groupe d'au moins trois bulles de même couleurs, celui-ci disparaît de l'écran,.
Le but du jeu est de faire disparaître toutes les bulles de l'écran,,,, afin d'accéder au niveau suivant,,,.
Si une balle se place en dessous de la ligne d'envoi, le niveau est perdu.
L'angle d'inclinaison du canon est contrôlé principalement par les flèches du clavier,,,. La souris ne peut pas être utilisée,, ce que les auteurs justifient en précisant que la souris est un périphérique analogique, à l'inverse des touches du clavier, ce qui engendrerait une injustice entre les joueurs.
Frozen Bubble peut être joué en solo,, à deux sur le même ordinateur en écran divisé ou jusqu'à cinq joueurs en réseau local ou sur Internet,.
Un éditeur de niveau est également fourni en plus des cent niveaux, proposés dès la version 1.0.0.

## Développement

### Équipe de développement et outils utilisés
La version originale de Frozen Bubble a été écrite en Perl, par Guillaume Cottenceau à partir de 2001, et utilise Simple DirectMedia Layer.
La musique originale a été écrite, composée et interprétée par Matthias Le Bidan, sur Fast Tracker (un composeur de musiques de type Amiga, fortement utilisé pour la création de "démos", de par la petite taille et grande qualité sonore des morceaux résultants). La version originale, plutôt envoutante (en mode 1 joueur) ou entrainante (mode 2 joueurs) a été recomposée et refaite avec des instruments de meilleure qualité pour la version 2.
Les graphismes sont l'œuvre de Alexis Younes (connu sous le diminutif de Ayo).

### Historique
La version 1.0.0 comportait plusieurs fonctionnalités accessibles via la ligne de commande : mode daltonien (les couleurs étaient suppléées par des motifs), démarrage direct à un niveau donné. Ces options sont devenues accessibles via l'interface graphique dans la version 2.0.0.
La version 2.0.0 est sortie le 27 octobre 2006, et ajoute entre autres le support réseau pour le Multijoueur et le choix du niveau pour le mode solo.
La version 2.1.0 est constituée de correctifs de bug par rapport à la 2.0.0.
La version 2.2.0 améliore la gestion du jeu en réseau et comporte d'autres correctifs de bugs.

## Accueil

### Critiques
Frozen Bubble est distribué en standard sur plusieurs distributions, notamment Fedora, Knoppix, Mandriva et SUSE. Le jeu est alors accueilli favorablement par la communauté GNU/Linux et par les critiques, ; la plupart des sources s'accordent à noter le côté addictif,,,,,, du jeu. Rickford Grant mentionne également la beauté des graphismes et la bande son agréable.

### Récompenses
Frozen Bubble, plébiscité dans la catégorie Meilleur jeu Linux, a eu les faveurs régulières des lecteurs du Linux Journal :
- Linux Journal: 2003 Editors' Choice Awards: Game[15]
- Linux Journal: 2003 Readers' Choice Awards: Favorite Linux Game[18]
- Linux Journal: 2004 Readers' Choice Awards: Favorite Linux Game[19]
- Linux Journal: 2005 Linux Journal Readers' Choice Awards: Favorite Linux Game[20]
- Linux Journal: Readers' Choice Awards 2008: Favorite Linux Game[21]
- Linux Journal: Readers' Choice Awards 2009: Favorite Linux Game[22]
- Linux Journal: Readers' Choice Awards 2010: Best Game[23]

## Postérité

### Application en sciences

#### En biologie
Lors de la conférence MobiCASE 2013, un groupe de travail de l'université Texas A&M expose leur rapport sur la rétroaction biologique respiratoire appliquée aux techniques de relaxation. Pour ce faire, ils adaptent le jeu Frozen Bubble en faisant varier la fréquence d'envoi des bulles. En effet, plus rapide est l'envoi des bulles, plus dur est le jeu. Ainsi, pour progresser, le joueur doit maintenir un profil respiratoire lent et constant. Ils nomment le jeu ainsi adapté Chill-Out.
Les mêmes tests sont passés à trois groupes de personnes différents.
- Des joueurs de Frozen Bubble ont un rythme respiratoire rapide avant et après le jeu : cela n'encourage en rien les comportements respiratoires de relaxation.
- Un groupe pratiquant déjà la respiration profonde n'améliore pas plus leur comportement après test.
- Des joueurs de Chill-Out parviennent à ralentir leur rythme respiratoire durant le jeu ; les mesures effectués après test montrent l'aspect positif d'une session de jeu.

Les auteurs modèrent néanmoins leur propos en indiquant que ce type de test devrait être mené sur une longue période afin de vérifier si le comportement respiratoire de relaxation reste présent après quelques jours ou quelques semaines. Néanmoins, comme une seule session de jeu de Chill-Out parvient à ralentir le rythme respiratoire du joueur, ils concluent que le bénéfice de cette pratique peut être retrouvé rapidement.

#### En informatique et science de l'information
Lors de la conférence ISCIS 2006 (21st International Symposium on Computer and Information Sciences), quatre chercheurs de l'Université Bilkent, de D4D Technologies, de Nokia et de Texas Instruments présentent leur algorithme de suivi utilisant le capteur de caméra embarquée des smartphones ou autre équipement portable comme moyen de périphérique d'entrée (et non plus comme simple périphérique d'acquisition).
Parmi les exemples proposés, les auteurs modifient la version dédiée de Frozen Bobble aux smartphones Series 60 en utilisant la caméra en lieu et place du clavier numérique : le joueur doit bouger son smartphone de gauche à droite pour viser et le secouer assez fort pour lancer la bulle.
Pour ces auteurs, une telle modification oblige le joueur à améliorer sa visée et augmente ainsi le plaisir du jeu.

### Autres adaptations
En 2008, quatre étudiants de la faculté d'informatique de Brno (cs) présentent BubbleShoooooter, une adaptation 3D de Frozen Bubble. À cet effet, ils utilisent la bibliothèque logicielle Open Inventor.
Le joueur y est représenté par un bonhomme de neige ou par Tux, la mascotte de Linux, en caméra objective. Par ailleurs, à l'inverse du jeu original, BubbleShoooooter utilise la souris pour incliner le canon à bulles et le clic gauche pour l'envoi de la bulle.